# Siurana
|  | Per a altres significats, vegeu «Siurana (desambiguació)». |

Siurana (Siurana d'Empordà) és un poble i municipi de la comarca de l'Alt Empordà.
Està situat entre els rius Fluvià i Muga, en terreny pla amb petits boscos de sureres i bedolls.
El procés de dessecació dels estanys que va acabar el segle xix va fer que la seva agricultura canviés i passés a ser principalment de secà. Com que és a prop de la Costa Brava el turisme ha anat creixent.

## Geografia
- Llista de topònims de Siurana (Orografia: muntanyes, serres, collades, indrets..; hidrografia: rius, fonts...; edificis: cases, masies, esglésies, etc).

## Història
Està documentat al segle x com Siveriana, antropònim llatí derivat de Severus. El segle xi apareix com Ciurana i al segle xiv la parròquia de Santa Coloma de Siurana. En el fogatge del segle xv s'anomena Siurana d'Empordà, de la vegueria de Girona, amb un determinatiu per diferenciar-la de Siurana de Prades. En els primers censos del segle xix es va registrar Ciurana. El 1933 es va recuperar el nom i la grafia tradicional de Siurana d'Empordà, canvi anul·lat pel franquisme fins al 1983.
El castell de Siurana està documentat des del 1231. En estat ruïnós, només queden parts de muralla i la base d'una torre circular.
Va ser part de l'històric comtat d'Empúries. El segle xvii va ser cap d'una batllia reial.

### Cronologia
S. II-I Ac. Són d'aquesta època els pedallassos romans trobats en diferents indrets del terme municipal
939. Primer document que esmenta Siurana. La població pertanyia aleshores al comtat d'Empúries
1231. El castell de Siurana, centre d'una extensa batllia, apareix citat per primer cop en un document que detalla l'obligació d'alguns veïns de Tonyà de contribuir al manteniment de la fortalesa.
1287-1295. Els fills del príncep de Salern –el futur rei de Sicília Carles II el Coix- van ser a la presó de Siurana com a ostatges del sobirà català
1304. L'esment més reculat dels masos de la Brava
Segle XIV. La baronia de Siurana, que formava part del comtat d'Empúries, va ser empenyorada diverses vegades per la corona.
1408. El rei Martí, mancant a la promesa feta pels seus antecessor, va vendre la baronia de Siurana a Bernat de Senesterra
1413. Gueraula de Senesterra, la baronessa, va fer obres als murs, valls, torres i fortificacions de Siurana 
Abans del 1433. La família de Senesterra va perdre -per raó d'hipoteca- la baronia de Siurana, que va passar a mans de la família Pontós-Vilarig
1447. Els habitants de la baronia de Siurana van aconseguir de la reina Maria privilegis per presentar una terna pel càrrec de batlle cada trienni, i per elegir jutges amb competències en qüestions rústiques
Entre 1529 i 1550. Els Senesterra van recuperar la baronia de Siurana
1551. Els habitants de la batllia de Siurana van comprar la jurisdicció i van passar a dependre directament de la corona. L'operació va suposar un fort endeutament dels habitants del territori
1629. Plet amb la família Fivaller sobre la possessió de l'estany de Vilacolum, part del qual era dins del terme de Siurana. La sentència va atribuir mig estany a cadascuna de les parts
1653. Durant la Guerra dels Segadors els francesos van entrar a Siurana i van saquejar l'església
1752. Primers intents documentats de dessecar els estanys
Vers 1780. Es va enderrocar l'edifici de l'església per construir-hi el temple actual
1794-95. Guerra Gran. Els francesos van ocupar el poble i el van saquejar. Molts siuranencs van fugir de casa seva
Mitjans del segle xix. Dessecament definitiu dels estanys
1854. Es va acabar la construcció de l'església parroquial
1920. Inauguració de l'escola en un edifici llogat
1929. L'escola es trasllada a un edifici comprat per l'Ajuntament
1936. Durant els fets de juliol d'aquell any, van destruir el mobiliari i la imatgeria de l'església
1937. Instal·lació de la xarxa elèctrica. El poble va acollir grups de refugiats de guerra
1945. Inauguració de la Casa de la Vila
1960. Millores del camí d'accés a la població. Canalització de l'aigua de la font de la canal fins al nucli urbà
1961. Inauguració del servei telefònic
1967. El vell cementiri de l'església es va traslladar al nou, sota les Costes
1973. Inauguració de la xarxa d'aigua i clavegueram
1979. Inauguració del local social de la població
1985. Inauguració de l'actual camp de futbol
1993. Es va asfaltar el camí de Sant Tomàs de Fluvià
1996. Construcció d'una bàscula a Basella i renovació de la xarxa d'aigua, amb una nova captació oberta al cantó del camp de futbol
1997. Naixement de l'Associació cultural i Esportiva de Siurana

## Demografia
| 1497 f | 1515 f | 1553 f | 1717 | 1787 | 1857 | 1877 | 1887 | 1900 | 1910 |
| ------ | ------ | ------ | ---- | ---- | ---- | ---- | ---- | ---- | ---- |
| 22     | -      | 41     | 72   | 76   | 239  | 258  | 272  | 243  | 276  |

| 1920 | 1930 | 1940 | 1950 | 1960 | 1970 | 1981 | 1990 | 1992 | 1994 |
| ---- | ---- | ---- | ---- | ---- | ---- | ---- | ---- | ---- | ---- |
| 266  | 256  | 267  | 274  | 246  | 220  | 173  | 175  | 151  | 151  |

| 1996 | 1998 | 2000 | 2002 | 2004 | 2006 | 2008 | 2010 | 2012 | 2014 |
| ---- | ---- | ---- | ---- | ---- | ---- | ---- | ---- | ---- | ---- |
| 153  | 158  | 159  | 190  | 180  | 181  | 211  | 190  | 170  | 150  |

| 2016 | 2018 | 2020 | 2022 | 2024 | 2026 | 2028 | 2030 | 2032 | 2034 |
| ---- | ---- | ---- | ---- | ---- | ---- | ---- | ---- | ---- | ---- |
| 155  | 162  | 171  | 178  | 180  | -    | -    | -    | -    | -    |

## Llocs d'interès
- Església parroquial de Santa Coloma. Segle XVIII però amb elements romànics, que fan pensar en l'existència d'un temple anterior.
- Torre gòtica. Segle XVII